# Костриця овеча
{{#ifeq:0|0|{{#if:|{{#if:Festucaovina|[[]}}|}}}}
Костриця овеча (Festuca ovina L.) — багаторічна трав'яниста рослина, вид роду костриця (Festuca) родини тонконогові (Poaceae) або злакові.

## Поширення та екологія
Ареал костриці овечої охоплює Європу, північні райони Азію та Північної Америки. В Україні вид поширений в Карпатах та на Поліссі, рідше в Лівобережному Лісостепу. Росте на лугах, пісках і галечниках, лісових галявинах, узліссях, вирубках, розріджених лісах, особливо у сосняках лишайникових.
Ксерофіт, ксеромезофіт, оліготроф. Зимо-, морозо- і посухостійка, часто зустрічається у травостоях пустищ. Віддає перевагу слабопідзолистим та дерново-підзолистим піщаним та супіщаним, бідним ґрунтам.

## Ботанічний опис

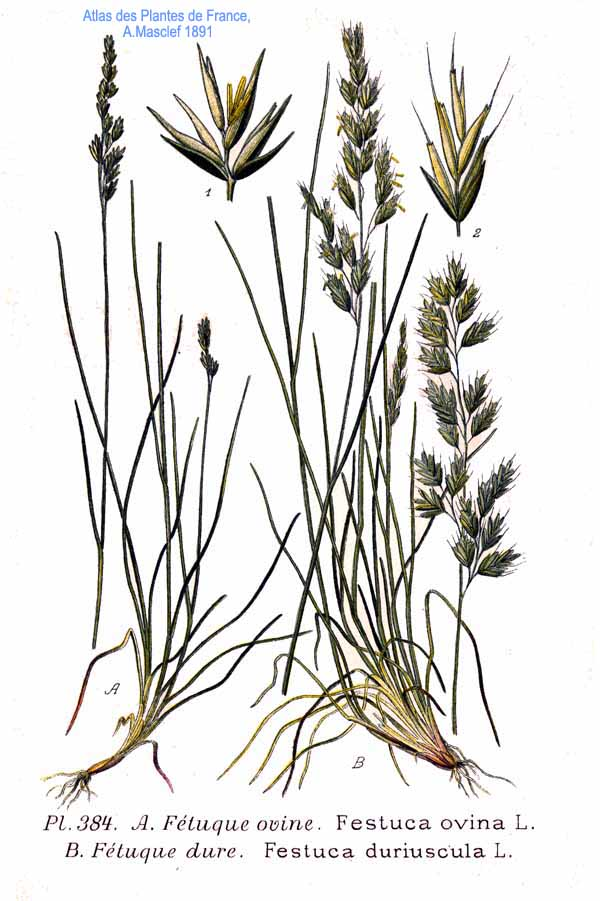
Костриця овеча (зліва) у книзі Atlas des plantes de France (1891)

Багаторічна щільнокущова злакова рослина із голим гладким стеблом 20-60 см заввишки. Кореневище дуже коротке. Листки тонкі, волосоподібні, 0,3-0,6 мм в діаметрі, зверху шорсткуваті, зелені. Язичок дуже короткий, надірваний. Піхви розщеплені майже до основи.
Суцвіття — волоть 3-6 см завдовжки, здебільшого пряма, з шорсткими віссю та гілочками. Колоски 5-6 мм завдовжки. Нижні квіткові луски ланцетні, 3,5-4 мм довжиною, волосисті або голі, ость 1-1,5 мм довжиною. Зав'язь гола. Плід — зернівка, довжиною 4-5 мм, шириною 0,75-1 мм.
Цвіте в червні-липні, цвітіння порційне, швидкоплинне: 6-8 днів в сезон, 1,5-2 години в день. Кожна волоть цвіте до 4-5 днів.
Анемофіл.

## Значення і застосування
В культурі відомий з кінця ХІХ століття. Має низьку кормову цінність, однак вівцями поїдається добре. Перед цвітінням 100 кг трави містить 29,3 кормові одиниці і 2,7 кг перетравного протеїну. В період цвітіння 1 кг костриці містить 25-28 мг каротину. Урожай зеленої маси становить 40-80 ц/га. Середній урожай насіння — 0,5-2,0 ц/га.
Швидко відростає після спашування. Можна використовувати для поліпшення гірських пасовищ, закріплення сухих піщаних схилів.